# Pierre Akendengué
Pierre Akendengué, né le 25 avril 1942 à Awuta (Gabon), est un chanteur, musicien et poète gabonais. Il a fait ses études en France.

## Biographie
Pierre Akendengué découvre la musique traditionnelle auprès de ses oncles, joueurs de cithare et de guitare, et la musique occidentale au travers du chant grégorien et des disques du collège de Libreville. Il commence à composer à l'âge de 14 ans puis part étudier la psychologie en France où il se forme en harmonie et dirige une chorale. Il entre au Petit Conservatoire de la chanson où Mireille lui conseille d'écrire dans sa langue maternelle.
Il édite un premier disque à compte d'auteur qui lui permet d'entrer en contact avec le chanteur-poète Pierre Barouh. Sorti en 1974, Nandipo, son premier album est le fruit de sa rencontre avec Pierre Barouh, créateur du label Saravah. Nandipo évoque une Afrique sublimée où se côtoient chant en myéné, rimes en français, guitare acoustique, percussions variées, influences soul et cubaines. Cet album est classé dans les 50 albums essentiels de la musique africaine du mensuel world-music Vibrations. À son retour au Gabon en 1985, il crée un espace de rencontre artistique et de formation, le Carrefour des arts, dont bénéficient de jeunes artistes, comme Annie-Flore Batchiellilys.
Pierre Akendengué a collaboré à l'album Lambarena : Bach to Africa (1995) de Hughes de Courson qui avait produit son album Mando (1983). Lambarena : Bach to Africa est un mélange de musique de Jean-Sébastien Bach et de musique traditionnelle gabonaise.

## Discographie

### Albums
- 1973 : "Nkere"
- 1974 : Nandipo
- 1976 : Africa Obota
- 1978 : Eseringuila
- 1979 : Owende
- 1980 : Mengo
- 1982 : Awana W'Afrika
- 1983 : Mando (CBS 25355) (album composé par Pierre Akendengué et produit par Hughes de Courson incluant le single "Epuguzu")
- 1984 : Réveil de l'Afrique
- 1986 : Sarraouinia
- 1986 : Piroguier
- 1987 : Passé Composé (compilation)
- 1988 : Espoir à Soweto
- 1990 : Silence
- 1993 : Lambarena
- 1995 : Maladalité"
- 1996 : Carrefour Rio
- 2000 : Obakadences
- 2004 : Ekunda-Sah
- 2006 : Gorée
- 2008 : Vérité d'Afrique
- 2013 : Destinée

### Singles
- 1983 : Epuguzu (CBS A3193, Vinyl, 7 s, 45 RPM : Face A : Epuguzu (version courte) 3 min 30 s / Face B : Okongo 4 min 23 s)[4]

### Maxi-Singles
- 1983 : Epuguzu (CBS SDC 97, 12 s, Maxi-Single Promo, Limited Edition, 45 RPM : Face A : Epuguzu (version courte) 3 min 30 s / Face B : Epuguzu (version longue) 4 min 47 s)
- 1983 : Epuguzu (remix special club) (CBS SDC 97, 12 s, Maxi-Single Promo, Limited Edition, 45 RPM) : 1. Epuguzu (version courte) 3 min 30 s ; 2. Epuguzu (remix special club) ; 3. Epuguzu (maxi promo) ; 4. Epuguzu (version longue) 4 min 47 s)[5]
- 1983 : Epuguzu (CBS TA3583, Vinyl, 12 s : Face A : Epuguzu (version longue) 4 min 47 s / Face B : Vigego 2 min 49 s)
- 2013 : Taper Le Diable
- 2016 : Libérée la liberté - mvt Arusha
- 2017 : Gabon, Eveil de la conscience patriotique
- 2018 : La Couleur de l'Afrique